# Урочище «Бережани»
Уро́чище «Бережа́ни» — ботанічний заказник місцевого значення в Україні. Об'єкт природно-заповідного фонду Рівненської області. 
Розташований у межах Дубенський району Рівненської області, неподалік від села Кам'яниця, в заплаві річки Іква. 
Площа 400 га. Статус надано згідно з рішенням облвиконкому від 18.06.1991 року № 98. Перебуває у віданні Птицької сільської ради. 
Тут відмічені рідкісні види рослин, занесені до Червоної книги України — осока Девелла та пальчатокорінник травневий.